# آر. كيث ماكورميك
آر. كيث ماكورميك (بالإنجليزية: R. Keith McCormick)‏ هو رياضي خماسي أمريكي، ولد في 17 يونيو 1954 في واينسبورو في الولايات المتحدة.